# 陳恆輝
陳恆輝（英語：Heng-fai CHEN，1945年4月14日—），现任特速集團有限公司，以及新加坡特速置地有限公司主席。

## 生平
出生在香港。他擁有豐富金融、旅遊、投資等經驗之一。他在1981年成功收購美國太平洋銀行股權。1995年成功收購建煌新記（特速集團前身）。
現在他擁有日本、美國、英國、新加坡等資產。

## 相關連結
- 豆腐也能做出肉价来 陈恒辉专爱“破”公司 新加坡聯合早報網 （页面存档备份，存于）